# هيدأكي هاكنو
هيدًأَكي هاگِنو (باليابانية: 萩野 英明) (مواليد 20 يناير 1973)، هو لاعب كرة قدم ياباني سابق كان يلعب كلاعب وسط.

## وصلات خارجية
- هيدأكي هاكنو على موقع رابطة كرة القدم اليابانية للمحترفين (اليابانية)
- هيدأكي هاكنو على موقع عالم كرة القدم.نت (الإنجليزية)